# Лобас Володимир Демидович
Володимир Демидович Лобас (нар. 6 березня 1970, Київ, УРСР) — радянський та український футболіст, тренер, виступав на позиції півзахисника та нападника.

## Кар'єра гравця
Професійну кар'єру розпочинав у київському «Динамо» в 1987 році. У 1988 році провів за клуб 1 матч Кубка Федерації, в наступному сезоні 2 матчі цього турніру. У 1990 році перейшов у «Динамо» з міста Біла Церква, за яку провів 34 матчі і забив 3 м'ячі. Далі потрапив у заявку харківського «Металіста», проте за клуб не грав, незабаром перебрався в «Авангард» з Рівного. Після розпаду СРСР перейшов у «Динамо-2» з Києва. Далі виступав за тернопільську «Ниву», провівши в клубі 2,5 сезони перейшов у «ЦСКА-Борисфен». У 1996 році перебрався в російську «Жемчужину», за яку в чемпіонаті Росії дебютував 11 березня того року в домашньому матчі 2-го туру проти московського «Динамо». Сезон догравав у камишинській «Енергії». З 1997 по 2003 роки грав у грецьких клубах нижчих дивізіонів. З 2014 по 2015 роки очолював грузинський клуб «Мерані» з Мартвілі.

## Особисте життя
Зі своєю майбутньою дружиною Марією, дочкою відомого біатлоніста Івана Бякова був знайомий з дитинства. Коли Марії виповнилося 18 років вони одружилися. Незабаром у нього народилася дочка Анна, через чотири роки народився син Артур. Дружина і двоє його дітей розбилися 17 грудня 1997 в авіакатастрофі біля грецького міста Салоніки.